# Heinrich-Egli-Haus

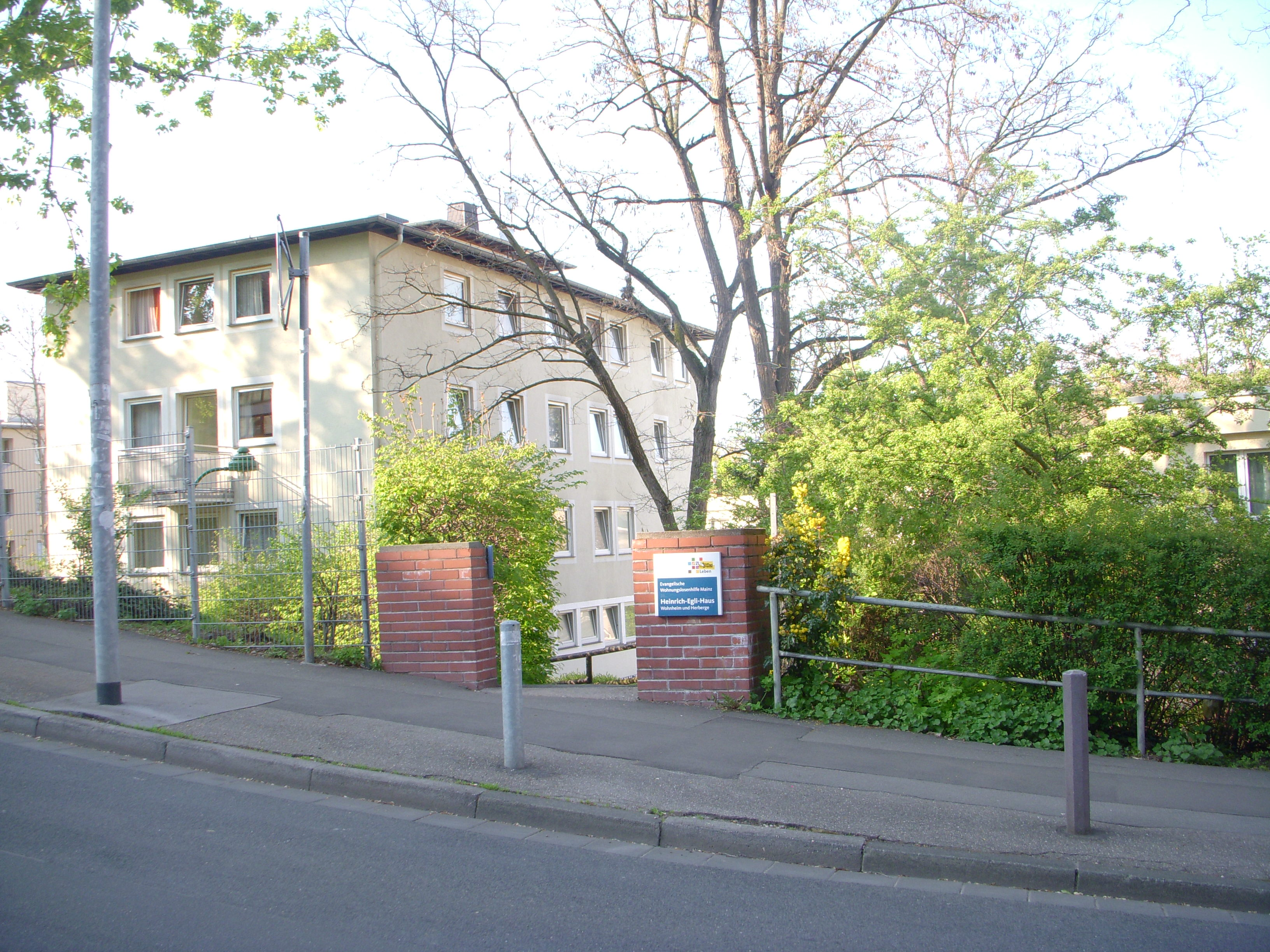
Heinrich-Egli-Haus

Das Heinrich-Egli-Haus ist ein 1875 von Heinrich Egli gegründetes Wohnheim für wohnungslose und obdachlose Männer in Mainz. Es befindet sich heute in der Fritz-Kohl-Straße 14. Die Mission Leben gGmbH mit Sitz in Darmstadt ist der Träger des Egli-Hauses, das der Evangelischen Wohnungslosenhilfe Mainz angehört. Die Evangelische Wohnungslosenhilfe Mainz bietet neben dem Heinrich-Egli-Haus eine Einrichtung für Frauen in Wohnungsnot, den Wendepunkt, sowie die Psychosoziale Beratungsstelle mit integriertem Tagesaufenthalt an.

## Geschichte
Das Heinrich-Egli-Haus hat seine Wurzeln in den Anfängen der christlichen Armenfürsorge des 19. Jahrhunderts und zählt zu den ältesten Einrichtungen der Wohnungslosenhilfe in Deutschland.
1870 übernahm der Volksmissionar Heinrich Egli die Leitung der ersten „Herberge zur Heimat“ von der Inneren Mission in Frankfurt am Main. Fünf Jahre später gründete er in Mainz eine „Herberge zur Heimat“ – da sich kein Träger fand, aus privaten Mitteln. 1895 folgten dem Haus in der Rentengasse 3 zwei weitere Einrichtungen: Gleich nebenan, in der Rentengasse 5, errichtete Wilhelm-Friedrich-Egli, Sohn von Heinrich Egli, ein Männerwohnheim, in der Mailandsgasse 11 ein christliches Hospiz für wanderarme Familien.
Im Krieg wurden alle drei Häuser zerstört. Als Träger organisierte der Hessische Landesverein für Innere Mission den Neubeginn auf der Wichernhöhe im Fort Hauptstein. Der Bunker war für viele Kriegsheimkehrer und Flüchtlinge erste Heimstätte. Zunächst leitete Wilhelm Johann Egli – ein Enkel Heinrich Eglis – die Einrichtung, von 1955 bis 1966 dessen Bruder Karl.
1960 baute der Hessische Landesverein für Innere Mission als Träger in der heutigen Fritz-Kohl-Straße eine neue „Herberge zur Heimat“. Sie erhielt den Namen Heinrich-Egli-Haus. Theodor Egli, Diplom-Sozialarbeiter und Urenkel Heinrich Eglis, wurde 1961 stellvertretender Heimleiter, bevor er ab 1966 bis zu seinem Ruhestand 1994 die Leitung von Herberge, Wohnheim und Resozialisierung übernahm. Danach wurde die Einrichtung bis 2005 von Bernhard Schilling und von 2005 bis 2021 von Eckhard Mink geleitet. 2007 wurde aus der „Inneren Mission“ die Mission Leben. Seit dem 1. August 2021 leitet Andreas Geiger das Heinrich-Egli-Haus.

## Zielgruppe
Die sozialpädagogischen und psychosozialen Angebote und Maßnahmen im Wohnheim des Heinrich-Egli-Hauses richten sich an wohnungslose Männer, die zur Überwindung der ihre Wohnungslosigkeit bedingenden sozialen Schwierigkeiten auf professionelle sozialarbeiterische Unterstützung angewiesen sind, da sie zur Überwindung dieser Schwierigkeiten aus eigener Kraft nicht in der Lage sind.
Es handelt sich um Personen, bei welchen vollstationäre Unterbringung und Betreuung zur Erreichung des Hilfezieles nach § 67 SGB XII erforderlich ist, weil ambulante und teilstationäre Maßnahmen nicht ausreichen. Ziel der Hilfen ist es, die Hilfesuchenden zur Selbsthilfe zu befähigen, die Teilnahme am Leben in der Gemeinschaft zu ermöglichen und die Führung eines menschenwürdigen Lebens zu sichern (§§ 1 ff. der VO zu § 67 SGB XII).
Die Biographien der Bewohner sind häufig durch Maßnahmen der Jugendhilfe, Heimerziehung, schwierige Kindheit und Familienverhältnisse, Verlust des Partners oder der Eltern, Gewalt, Kriminalität, soziale Isolation oder andere negative bzw. benachteiligende Lebensumstände geprägt. Problemverstärkend sind fehlende finanzielle, soziale und/oder persönliche Ressourcen, frühzeitig erfahrene Entwertungen, Bindungsstörungen, psychische und substanzkonsumbedingte Störungen und Traumatisierungen.
In neuerer Zeit wurde bei der Klientel eine deutliche Verjüngung, vermehrt Konsum illegaler Substanzen und eine Zunahme von durch die psychiatrischen Regelleistungssysteme nicht mehr versorgten und erreichbaren Menschen festgestellt.

## Herberge und Wohnheim
Das Heinrich-Egli-Haus besteht aus zwei Bereichen: der Herberge und dem Wohnheim. Die Herberge bietet 20 Übernachtungsplätze in Einzel- und Mehrbettzimmern. Neben der materiellen Grundversorgung wird hier ein sozialpädagogisches Angebot für Wohnungslose mit dem Ziel der Information, Erstberatung und Hinführung zu adäquaten Hilfeformen vorgehalten.
Das Wohnheim als Bereich der Reintegration in die Gesellschaft umfasst 50 voll möblierte Plätze und bietet sowohl zentrales als auch dezentrales stationäres Wohnen.
Dieses Angebot beinhaltet sowohl administrative als auch pädagogisch-betreuende und psychosozial-unterstützende Komponenten:
Einkommenssicherung und Geldverwaltung, Rechtsverwirklichung und Unterstützung in administrativen Angelegenheiten, Schuldenberatung und Vermittlung in weiterführende professionelle Hilfen, aber auch die persönliche Entwicklung und die Gestaltung von Lebensperspektiven, der Erhalt von Gesundheit und die Erarbeitung von Alternativen zu Abhängigkeit und Sucht, die Heranführung an Einkommen, Arbeit, Bildung und Ausbildung, Tagesstruktur und Beschäftigung, die Überwindung sozialer Isolation und die Gestaltung sozialer Beziehungen, von Freizeit und Teilhabe am gesellschaftlichen Leben sowie die Einübung und Suche nach zielführenden Wohnformen zählen zum Angebotsspektrum des Hauses.
Die Arbeit des Hauses orientiert sich dabei an der klassischen, durch gruppendynamische Elemente erweiterten Methode der Einzelfallhilfe sowie konzeptionell an den Grundhaltungen und Zielsetzungen der zieloffenen Suchtarbeit und des Motivational Interviewing.

## Finanzierung des Egli-Hauses
Gesetzliche Grundlage der Arbeit ist der § 67 SGB XII für „Personen, bei denen besondere Lebensverhältnisse mit sozialen Schwierigkeiten verbunden sind“. Die Finanzierung des Hauses erfolgt dabei hauptsächlich über seitens des überörtlichen Trägers der Sozialhilfe, des Landesamtes für Soziales, Jugend und Versorgung des Landes Rheinland-Pfalz festgelegte Kostensätze. Aufgrund dieser Regelungen sind die Bewohner verpflichtet, Teile ihrer ihnen durch Arbeit oder weitere Transfereinkommen (v. a. SGB II, SGB III, SGB VI, SGB XII) zufließenden Leistungen an die Einrichtung abzutreten.